# Caryocar glabrum
Caryocar glabrum är en tvåhjärtbladig växtart som först beskrevs av Jean Baptiste Christophe Fusée Aublet, och fick sitt nu gällande namn av Christiaan Hendrik Persoon. Caryocar glabrum ingår i släktet Caryocar och familjen Caryocaraceae.

## Underarter
Arten delas in i följande underarter:
- C. g. album
- C. g. glabrum
- C. g. parviflorum

## Bildgalleri

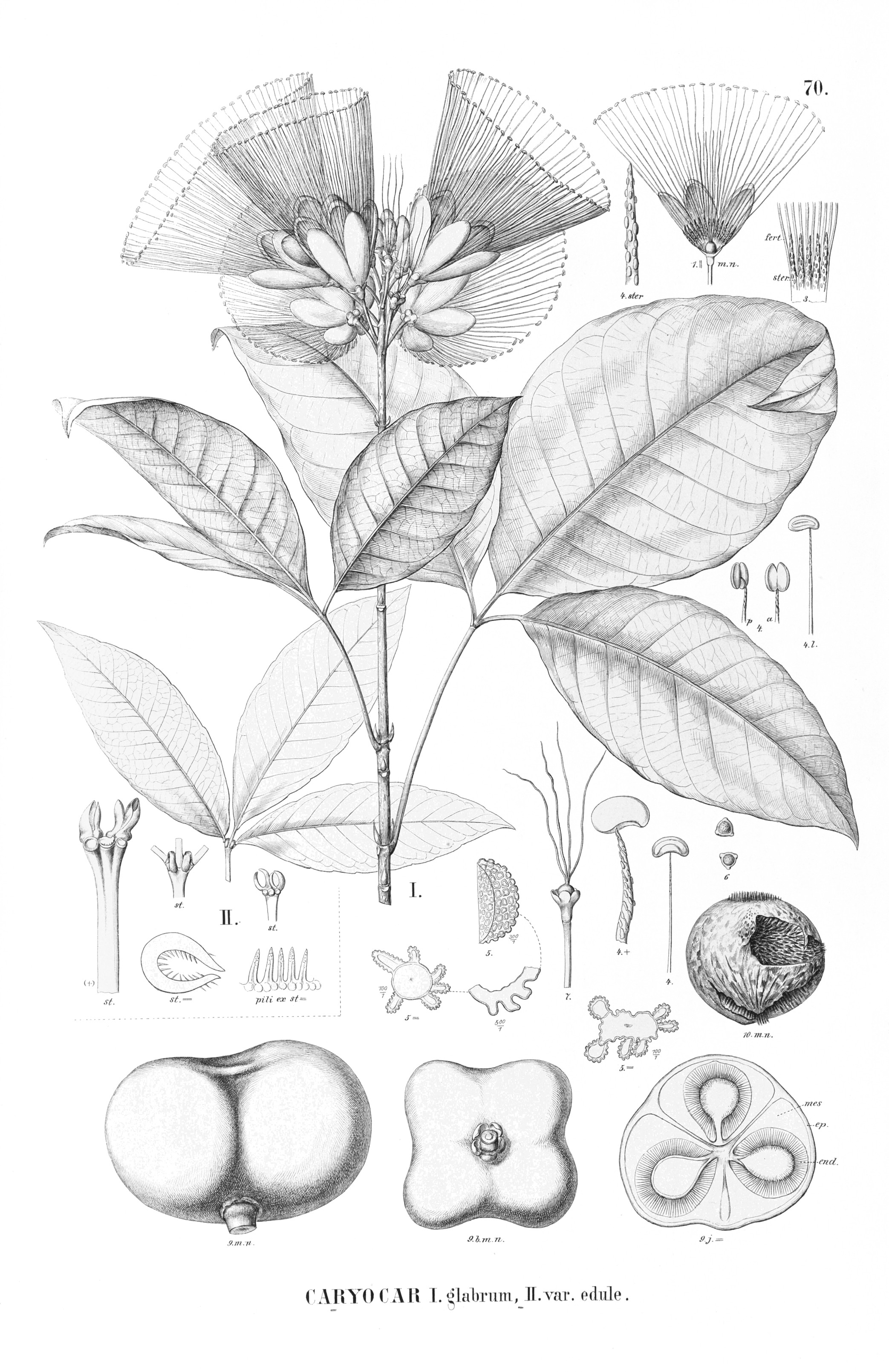